# El desierto (cuento de Ray Bradbury)
El desierto (título original en inglés: The Wilderness) es un relato de ciencia ficción del escritor estadounidense Ray Bradbury. Fue publicado originalmente en Today (The Philadelphia Inquirer Magazine) el 6 de abril de 1952 y una versión revisada en The Magazine of Fantasy & Science Fiction en noviembre de ese mismo año.
Con el título alternativo de Honeymoon on Mars se publicó en septiembre de 1953 en Everybody's Digest.
En 1953 fue incluido en la antología de relatos Las doradas manzanas del sol. Ha vuelto a aparecer en The Martian Chronicles (1963), Twice 22 (1966) y Classic Stories 1 (1990).
Existe una traducción al español de Francisco Abelenda de 1955 que es incluida en Crónicas Marcianas de la editorial argentina Ediciones Minotauro en la edición de 1968 y sucesivas.

## Argumento
En 2003, Janice y Leonora pasan sus últimas horas en la Tierra antes de partir hacia Marte para casarse con  colonos ya instalados allí. Leonora compara esa situación con la vivida ya hace más de un siglo con la conquista del oeste y la colonización de Wyoming atrayendo a la población femenina.
En esos últimos instantes, pensando en el viaje, se acrecienta en Janice un miedo a la oscuridad que le acompaña desde niña.